# João Peixoto
João Alves Peixoto (Campos dos Goytacazes, 16 de fevereiro de 1945 — Campos dos Goytacazes, 30 de setembro de 2020), foi um político brasileiro.

## Biografia
Casado e pai de três filhos, em sua terra natal, Campos dos Goytacazes, exerceu as funções de secretário municipal da Agricultura e vereador -chegando a presidir a Comissão de Obras da Câmara. Presidente do Sindicato dos Motoristas, foi deputado estadual do Rio de Janeiro pelo Democracia Cristã (DC), por seis mandatos, período em que chegou a ser presidente da Comissão de Agricultura, Pecuária e Políticas Rural, Agrária e Pesqueira da Assembleia Legislativa do Estado do Rio de Janeiro (ALERJ)
Foi um dos parlamentares a votar a favor da nomeação de Domingos Brazão para o Tribunal de Contas do Estado do Rio de Janeiro, nomeação esta muito criticada na época. Foi um dos 41 deputados estaduais a votar a favor da privatização da CEDAE. Votou pela revogação da prisão dos deputados Jorge Picciani, Paulo Melo e Edson Albertassi, acusados de integrar esquema criminoso que contava com a participação de agentes públicos dos poderes Executivo e do Legislativo, inclusive do Tribunal de Contas, e de grandes empresários dos setores de construção civil e transporte.
Morreu no dia 30 de setembro de 2020 em um hospital de Campos dos Goytacazes, devido a complicações da COVID-19.